# Medaliści mistrzostw świata w kolarstwie halowym - Dwójki kobiet
Pełna lista medalistów mistrzostw świata w kolarstwie halowym w dwójkach kobiet.

## Medaliści
| Rok  | Złoto                                         | Srebro                                        | Brąz                                 |
| ---- | --------------------------------------------- | --------------------------------------------- | ------------------------------------ |
| 1960 | Klemm / Ganz                                  |                                               |                                      |
| 1961 | nie rozgrywano                                | nie rozgrywano                                | nie rozgrywano                       |
| 1962 | Klemm / Ganz                                  | Fehr / Hirschauer                             |                                      |
| 1963 | nie rozgrywano                                | nie rozgrywano                                | nie rozgrywano                       |
| 1964 | nie rozgrywano                                | nie rozgrywano                                | nie rozgrywano                       |
| 1965 | Schneider / Diehl                             | Laigre / Terbeck                              | Motes / Höhne                        |
| 1966 | Laigre / Moritz                               | Türk / Franko                                 | Motes / Höhne                        |
| 1967 | Laigre / Feldbusch                            | Türk / Franko                                 | Vreny Mohn / Susi Mohn               |
| 1968 | Laigre / Feldbusch                            | Türk / Franko                                 | Mai / Mai                            |
| 1969 | Helga Liebenow / Annette Baier                | Laigre / Feldbusch                            | Kachel / Drutschmann                 |
| 1970 | Laigre / Moritz                               | Helga Liebenow / Annette Baier                | Seidel / Schuhmann                   |
| 1971 | Helga Liebenow / Annette Baier                | Laigre / Moritz                               | Růžičková / Sladovníková             |
| 1972 | Helga Liebenow / Annette Baier                | Laigre / Moritz                               | Růžičková / Sladovníková             |
| 1973 | Laigre / Moritz                               | Helga Liebenow / Annette Rogles               | Růžičková / Sladovníková             |
| 1974 | Helga Liebenow / Annette Rogles               | Monika Hage / Karin Miesner                   | Růžičková / Sladovníková             |
| 1975 | Monika Hage / Karin Miesner                   | Sicking / Sicking                             | Růžičková / Sladovníková             |
| 1976 | Karin Mathes / Gudrun Mathes                  | Monika Rieke / Karin Miesner                  | Růžičková / Sladovníková             |
| 1977 | Karin Mathes / Gudrun Mathes                  | Chrisem / Eichenberger                        | Růžičková/Sladovníková               |
| 1978 | Ruth Jiskra / Ute Jiskra                      | Karin Mathes / Gudrun Mathes                  | Růžičková / Sladovníková             |
| 1979 | Birgit Stauch-Tschakert / Ute Stauch-Schauder | Ruth Jiskra / Ute Jiskra                      | Margarethe Lins / Ulrike Hugl        |
| 1980 | Ruth Jiskra / Ute Jiskra                      | Birgit Stauch-Tschakert / Ute Stauch-Schauder | Brigitte Franz / Sabine Franz        |
| 1981 | Ruth Jiskra / Ute Jiskra                      | Birgit Stauch-Tschakert / Ute Stauch-Schauder | Brigitte Franz / Sabine Franz        |
| 1982 | Ina Maas / Anja Maas                          | Birgit Stauch-Tschakert / Ute Stauch-Schauder | Brigitte Franz / Sabine Franz        |
| 1983 | Manuela Kramp / Stefanie Teuber               | Brigitte Franz / Sabine Franz                 | Martina Heimpel / Hildegard Wahl     |
| 1984 | Brigitte Franz / Sabine Franz                 | Martina Heimpel / Hildegard Wahl              | Manuela Kramp / Stefanie Teuber      |
| 1985 | Manuela Kramp / Stefanie Teuber               | Brigitte Franz / Sabine Franz                 | Wesche / Mües                        |
| 1986 | Manuela Kramp / Stefanie Teuber               | Brigitte Franz / Sabine Franz                 | Martens / Obrecht                    |
| 1987 | Brigitte Franz / Sabine Franz                 | Daniela Krauter / Sandra Kienle               | Simone Liebenow / Claudia Horner     |
| 1988 | Martina Heimpel / Hildegard Wahl              | Sigrid Kiefer / Ulrike Meyer                  | Ivone Carvalho / Carmen Carvalho     |
| 1989 | Doris te Vrugt / Sabine Ostendorf             | Edita Jelínková / Lenka Kosová                | Ivone Carvalho / Carmen Carvalho     |
| 1990 | Angelika Ziegler / Sylvia Steegmüller         | Ivone Carvalho / Carmen Carvalho              | Sigrid Hupfer / Ulrike Meyer         |
| 1991 | Ivone Carvalho / Carmen Carvalho              | Astrid Schröck / Sandra Nussbaum              | Claudia Gut / Monika Keller          |
| 1992 | Wittig / Heller                               | Angelika Ziegler / Sylvia Steegmüller         | Ivone Carvalho / Carmen Carvalho     |
| 1993 | Ivone Carvalho / Carmen Carvalho              | Ute Bihler / Renate Truppe                    | Susanne Müller / Kerstin Rösner      |
| 1994 | Angelika Ziegler / Sylvia Steegmüller         | Ute Bihler / Renate Truppe                    | Blanka Pospíšilová / Šárka Jelínková |
| 1995 | Angelika Ziegler / Sylvia Steegmüller         | Susanne Seifert / Kerstin Stark               | Ivone Carvalho / Carmen Carvalho     |
| 1996 | Susanne Seifert / Kerstin Stark               | Blanka Pospíšilová / Šárka Jelínková          | Heike Müller / Marika Müller         |
| 1997 | Jäger / Schelshorn                            | Ivone Carvalho / Carmen Carvalho              | Heike Müller / Marika Müller         |
| 1998 | Ivone Carvalho / Carmen Carvalho              | Heike Müller / Marika Müller                  | Blanka Neuschlová / Šárka Janečková  |
| 1999 | Sabrina Theiner / Sarah Kohl                  | Eva Breitenbach / Yvonne Breitenbach          | Blanka Neuschlová / Šárka Janečková  |
| 2000 | Ivone Carvalho / Carmen Carvalho              | Blanka Neuschlová / Šárka Janečková           | Sandra Steegmüller / Katrin Ludwig   |
| 2001 | Sandra Steegmüller / Katrin Ludwig            | Eva Breitenbach / Yvonne Breitenbach          | Eliane Zeller / Petra Storchenegger  |
| 2002 | Carolin Ingelfinger / Katja Knaack            | Manuela Schönberger / Silke Gaiser            | Seraina Stahel / Letizia Stahel      |
| 2003 | Carolin Ingelfinger / Katja Knaack            | Nadine Wöhler / Katharina Urban               | Andrea Petříčková / Ivana Valešová   |
| 2004 | Carolin Ingelfinger / Katja Knaack            | Katrin Schultheis / Sandra Sprinkmeier        | Andrea Petříčková / Ivana Valešová   |
| 2005 | Carolin Ingelfinger / Katja Knaack            | Katrin Schultheis / Sandra Sprinkmeier        | Eliane Zeller / Petra Storchenegger  |
| 2006 | Carolin Ingelfinger / Katja Knaack            | Katrin Schultheis / Sandra Sprinkmeier        | Barbara Morf / Franziska Geier       |
| 2007 | Katrin Schultheis / Sandra Sprinkmeier        | Jasmin Soika / Katharina Wurster              | Andrea Petříčková / Ivana Valešová   |
| 2008 | Katrin Schultheis / Sandra Sprinkmeier        | Jasmin Soika / Katharina Wurster              | Barbara Morf / Nina Bommeli          |
| 2009 | Katrin Schultheis / Sandra Sprinkmeier        | Julia Thürmer / Nadja Thürmer                 | Barbara Morf / Nina Bommeli          |
| 2010 | Jasmin Soika / Katharina Wurster              | Katrin Schultheis / Sandra Sprinkmeier        | Barbara Morf / Nina Bommeli          |
| 2011 | Katrin Schultheis / Sandra Sprinkmeier        | Jasmin Soika / Katharina Wurster              | Andrea Petříčková / Ivana Valešová   |
| 2012 | Katrin Schultheis / Sandra Sprinkmeier        | Jasmin Soika / Katharina Wurster              | Darinka Puhr / Nadina Gasser         |